# Nachal Kevara
Nachal Kevara (hebrejsky: נחל כברה nebo נחל כבארה) je krátké vádí v severním Izraeli, na jihozápadním okraji pohoří Karmel a v pobřežní nížině.
Začíná v nadmořské výšce okolo 100 metrů nad mořem, na jižním okraji města Zichron Ja'akov a severním okraji turisticky využívané výšiny Ramat ha-Nadiv. Odtud vádí směřuje k jihozápadu zalesněnou krajinou, přičemž poté strmě klesá ze svahů Ramat ha-Nadiv do pobřežní nížiny. Poblíž vádí tu stojí jeskyně Ma'arat Kevara (מערת כבארה) s dlouhou sídelní tradicí. V pobřežní nížině je vádí svedeno do umělých vodotečí a poblíž vesnice Ma'agan Micha'el zaústěno zprava do dolního toku Nachal Taninim.